# Paul McGrath (acteur)
Pour les articles homonymes, voir McGrath.
Cet article concerne l'acteur américain. Pour le footballeur irlandais né en 1959, voir Paul McGrath.
Paul (Owen) McGrath est un acteur américain, né le 11 avril 1904 à Chicago (Illinois), mort le 13 avril 1978 à Londres (Angleterre).

## Biographie
Très actif au théâtre, Paul McGrath joue notamment à Broadway (New York) dès 1925, principalement dans des pièces ; mentionnons Trois et une de Denys Amiel (1933, avec Lilian Bond et Brian Donlevy), Le Grand Couteau (en) de Clifford Odets (1949, avec John Garfield et Nancy Kelly), Love and Let Love de Louis Verneuil (1951, avec Tom Helmore et Ginger Rogers), ainsi que Brightower de Dore Schary (avec Geraldine Brooks et Robert Lansing), sa dernière pièce à Broadway en 1970.
Toujours à Broadway, ajoutons la comédie musicale Lady in the Dark, sur une musique de Kurt Weill (1941-1942, en remplacement de Bert Lytell).
En raison de sa carrière théâtrale, il apparaît au cinéma dans seulement onze films américains, les trois premiers sortis en 1940, dont La Mariée célibataire d'Alexander Hall (avec Rosalind Russell et Melvyn Douglas). Son dernier film est Pendulum de George Schaefer (avec George Peppard et Jean Seberg), sorti en 1969.
Dans l'intervalle, citons La Dangereuse Aventure de Mitchell Leisen (1943, avec Claudette Colbert et Fred MacMurray), Un homme dans la foule d'Elia Kazan (1957, avec Andy Griffith et Patricia Neal) et Tempête à Washington d'Otto Preminger (1962, avec Henry Fonda et Charles Laughton).
Pour la télévision, Paul McGrath contribue à six téléfilms (1954-1969) et vingt-six séries (1950-1968), dont East Side/West Side (un épisode, 1963) et le feuilleton Haine et Passion (épisodes indéterminés, 1967).
Enfin, il collabore à des séries radiophoniques, notamment Les Mystères d'Inner Sanctum, dont il est le présentateur de 1945 à 1952 (notons également sa participation en 1954 à l'adaptation de cette série au petit écran).

## Théâtre à Broadway (intégrale)
(pièces, sauf mention contraire)
- 1925 : In the Near Future d'Abraham Goldknopf : Dr Green
- 1925 : Made in America de M.H. Gulesian : Larkin
- 1927 : The Arabian de Gordon Kean : le major Cromwell
- 1931-1932 : The Good Fairy de Ferenc Molnár, adaptation de Jane Hinton : le serveur en chef
- 1932 : Here Today de George Oppenheimer, mise en scène de George S. Kaufman : Spencer Grant
- 1933 : Pigeons and People de (et produite par) George M. Cohan : Franklyn Chase
- 1933 : Trois et une (Three and One) de Denys Amiel, adaptation de Lewis Galantiere et John Houseman : Arthur Valois
- 1934 : Lady Jane de (et mise en scène par) H.M. Harwood : Douglas Allenby
- 1934-1935 : Liberté provisoire (Ode to Liberty) de Michel Duran, adaptation de Sidney Howard : Dorlay
- 1936 : Seen But Not Heard de Marie Baumer et Martin Berkeley : John Clyde
- 1937 : Susan and God de Rachel Crothers : Barrie Trexel
- 1939 : Ring Two de Gladys Hurlbut, mise en scène de George Abbott : Michael Carr
- 1941-1942 : Lady in the Dark, comédie musicale, musique, orchestrations et arrangements de Kurt Weill, lyrics d'Ira Gershwin, livret de Moss Hart, mise en scène de Moss Hart et Hassard Short, costumes d'Irene Sharaff et Hattie Carnegie, direction musicale de Maurice Abravanel : Kendall Nesbitt (en remplacement de Bert Lytell)
- 1944 : In Bed We Cry d'Ilka Chase, costumes d'Adrian : Jasper Doolittle

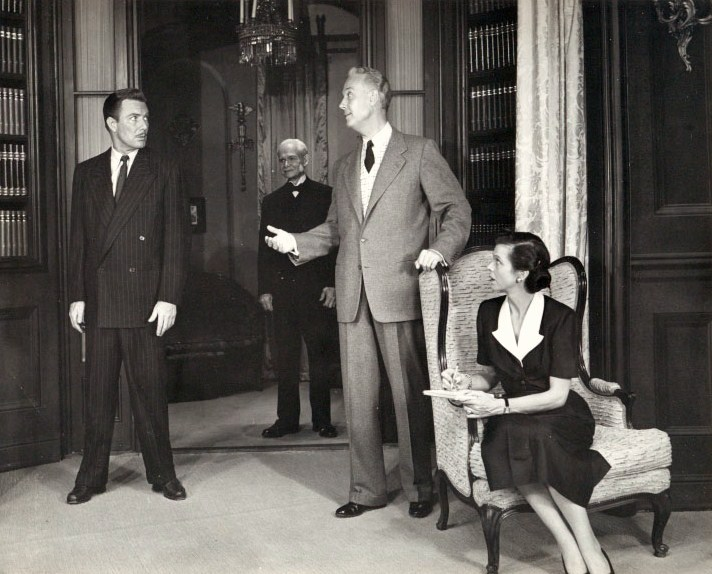
De g. à d. : Tom Helmore, David Perkins, Paul McGrath et Dorothy Adams, dans Love and Let Love (Broadway, 1951)

- 1945 : Common Ground d'Edward Chodorov (en), mise en scène d'Edward Chodorov et Jerome Robbins : Ted Williamson
- 1948 : Command Decision de William Wister Haines : le brigadier-général Clifton C. Garnett[1]
- 1949 : Le Grand Couteau (The Big Knife) de Clifford Odets, mise en scène de Lee Strasberg : Smiley Coy[2]
- 1951 : The Small Hours de George S. Kaufman, Heywood Hale et Leueen MacGrath, mise en scène de George S. Kaufman : Henry Mitchell
- 1951 : Love and Let Love de (et mise en scène par) Louis Verneuil, costumes de Jean Louis : Charles Warren
- 1953 : Touchstone de William Stucky : Langdon Spaulding
- 1953 : A Girl Can Tell de (et mise en scène par) F. Hugh Herbert : M. Benton
- 1959-1960 : The Gang's All Here de Jerome Lawrence et Robert E. Lee, mise en scène de George Roy Hill : Charles Webster
- 1962 : Giants, Sons of Giants de (et mise en scène par) Joseph Kramm : Alex Wilkins
- 1963 : Bicycle Ride to Nevada de Robert Thom, mise en scène d'Herman Shumlin : Victor
- 1963-1964 : A Case of Libel d'Henry Denker, mise en scène de Sam Wanamaker : Paul Cleary (en remplacement de Sidney Blackmer)
- 1970 : Brightower de Dore Schary : Nick Hagen

## Filmographie partielle

### Cinéma
- 1940 : La Mariée célibataire (This Thing Called Love) d'Alexander Hall : Gordon Daniels
- 1941 : Marry the Boss's Daughter de Thornton Freeland
- 1943 : La Dangereuse Aventure (No Time for Love) de Mitchell Leisen : Henry Fulton
- 1957 : Un homme dans la foule (A Face in the Crowd) d'Elia Kazan : Macey
- 1962 : Tempête à Washington (Advise and Consent) d'Otto Preminger : Hardiman Fletcher
- 1969 : Pendulum de George Schaefer : le sénateur Augustus Cole

### Télévision
Séries
- 1963 : East Side/West Side, saison unique, épisode 8 Go Fight City Hall de Marc Daniels : Mark Hollister
- 1966 : Hawk, l'oiseau de nuit (Hawk), saison unique, épisode 6 The Theory of the Innocent de Paul Bogart : Reed Mulligan
- 1967 : Haine et Passion (Guilding Light), feuilleton, épisodes indéterminés : Henry Benedict

Téléfilms
- 1958 : Kiss Me, Kate de George Schaefer : Harrison Howell
- 1959 : Summer of Decision de William A. Graham : le père
- 1961 : The Million Dollar Incident (en) de Norman Jewison : Bailey

## Séries radiophoniques (sélection)
- 1945-1952 : Les Mystères d'Inner Sanctum (Inner Sanctum Mystery) : présentateur